# Independência (Resplendor)
Independência é um distrito do município brasileiro de Resplendor, no interior do estado de Minas Gerais. Segundo o censo demográfico de 2022, realizado pelo Instituto Brasileiro de Geografia e Estatística (IBGE), sua população era de 1 626 habitantes e havia 573 domicílios particulares permanentes ocupados. Possui área de 231,51 km² conforme a Fundação João Pinheiro (FJP).
De acordo com o IBGE, em 2010 a população era de 1 596 habitantes e havia 676 domicílios particulares.
Foi criado pela lei estadual nº 148 de 17 de dezembro de 1938, juntamente à emancipação de Resplendor e com a denominação de Eme. Passou a ter seu nome atual pela lei nº 336 de 27 de dezembro de 1948.